# Zunig
Le Zunig est une montagne qui s’élève à 2 776 m d’altitude dans les Hohe Tauern, en Autriche. Le Großen Zunig en constitue le sommet principal alors que le Kleinen Zunig en est un sommet secondaire qui s'élève à 2 443 m.